# レオン・フライシャー
レオン・フライシャー（Leon Fleisher, 1928年7月23日 - 2020年8月2日）は、アメリカ合衆国のピアニスト・指揮者。

## 経歴
カリフォルニア州サンフランシスコに東欧ユダヤ系移民の家庭に生まれ、4歳でピアノを学び始める。8歳でデビューし、16歳でピエール・モントゥー指揮のニューヨーク・フィルハーモニー管弦楽団と共演した。アルトゥール・シュナーベルにも師事した。ジョージ・セルが指揮するクリーヴランド管弦楽団と共演して、一連の録音を残す。
1952年にエリザベート王妃国際音楽コンクールピアノ部門で第1位入賞するも、局所性ジストニアを患って1960年代に右手の自由を失った。その後、2000年代にボトックス療法によって右手が回復するまで、左手だけのレパートリーによって演奏を続けた。ベートーヴェンとブラームスのピアノ協奏曲の解釈で有名である。ピーボディ音楽院で教鞭を執るかたわら、指揮も行った。
2020年8月2日、メリーランド州ボルチモアのホスピスにて、がんのために死去した。92歳没。